# Gymnophiura
Genre
Gymnophiura est un genre d'ophiures de la famille des Ophiopyrgidae. 

## Liste d'espèces
Selon World Register of Marine Species (6 janvier 2019) :
- Gymnophiura chuni Hertz, 1927
- Gymnophiura concava Tommasi, 1976
- Gymnophiura mollis Lütken & Mortensen, 1899